# Yangpubrug

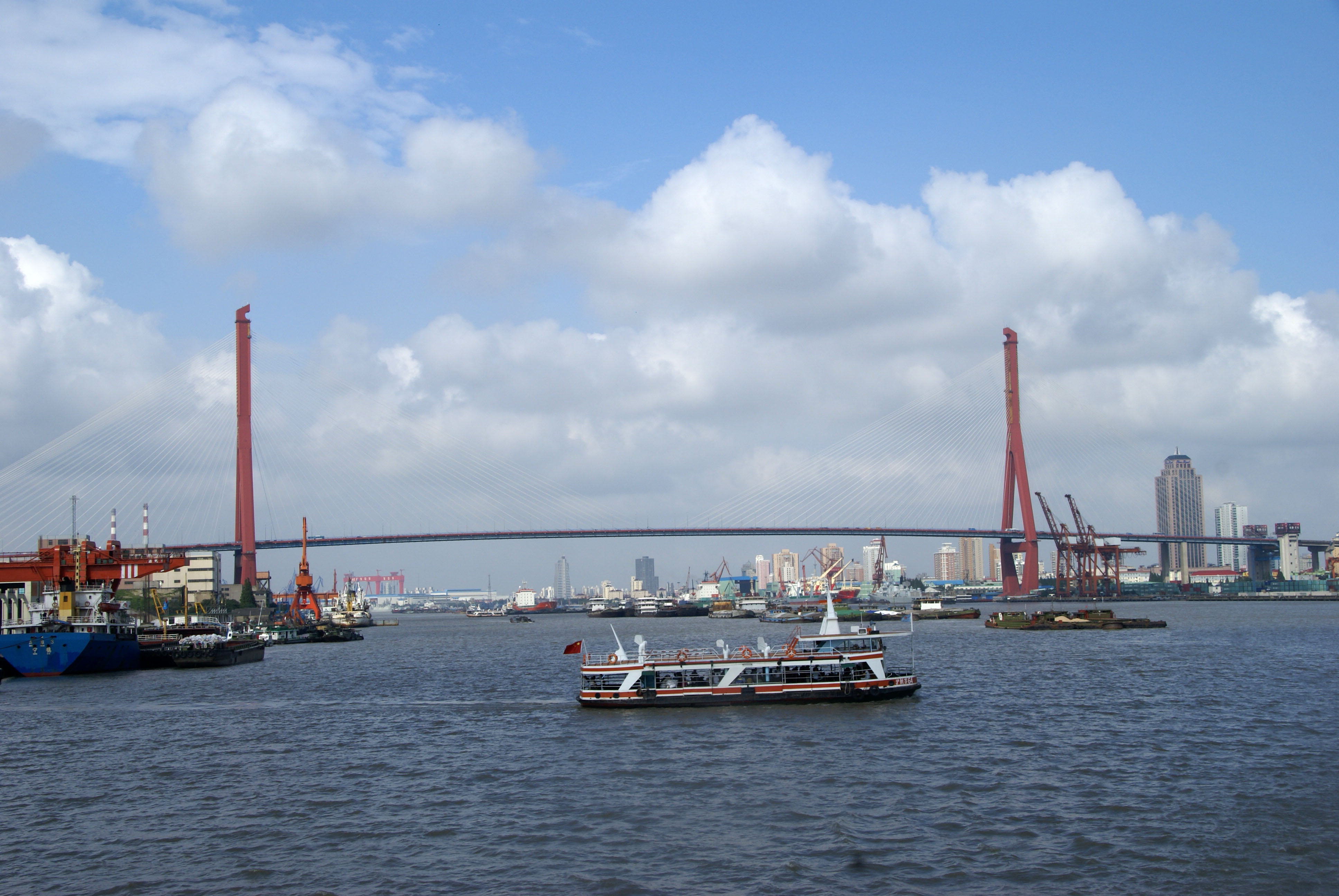
Yangpubrug

De Yangpubrug (Chinees: 杨浦大桥, Traditionele Chinese karakters: 楊浦大橋, Hanyu pinyin: Yángpǔ Dàqiáo) is een tuibrug over de Huangpu Jiang in Shanghai.
Het ontwerp van de brug is, net als bij zijn oudere zusterbrug de Nanpubrug, van de hand van het Shanghai Municipal Engineering Design Institute, het Shanghai Urban Construction College, het Shanghai Urban Construction Design Institute en Holger S. Svensson. Bij zijn inauguratie in oktober 1993 was dit de tuibrug met de grootste overspanning ter wereld gedurende twee jaar toen de fakkel werd overgenomen door de Pont de Normandie. De totale lengte van de brug is 8.354 meter, de lengte van het eigenlijke bruggedeelte 1.172 meter, de hoogte van de torens 223 meter, de grootste overspanning 602 meter, de doorvaarthoogte is 48 meter, de breedte 30,35 meter. De brug heeft twee rijbanen met elk drie rijstroken, aan elke zijde zijn er ook twee meter brede voetgangersovergangen met panoramisch zicht. De brug werd geconstrueerd door de Shanghai Huangpujiang Bridge Engineering Construction.
De brug verbindt woongebieden van het district Yangpu van de binnenstand Puxi met het nieuwe Shanghai van het Pudong district. De naam wijst dan ook op de verbinding van YANGpu met PUdong.

## Foto’s

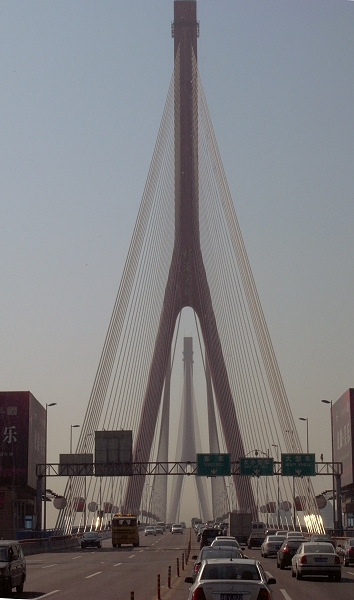
De "twin towers" van de brug
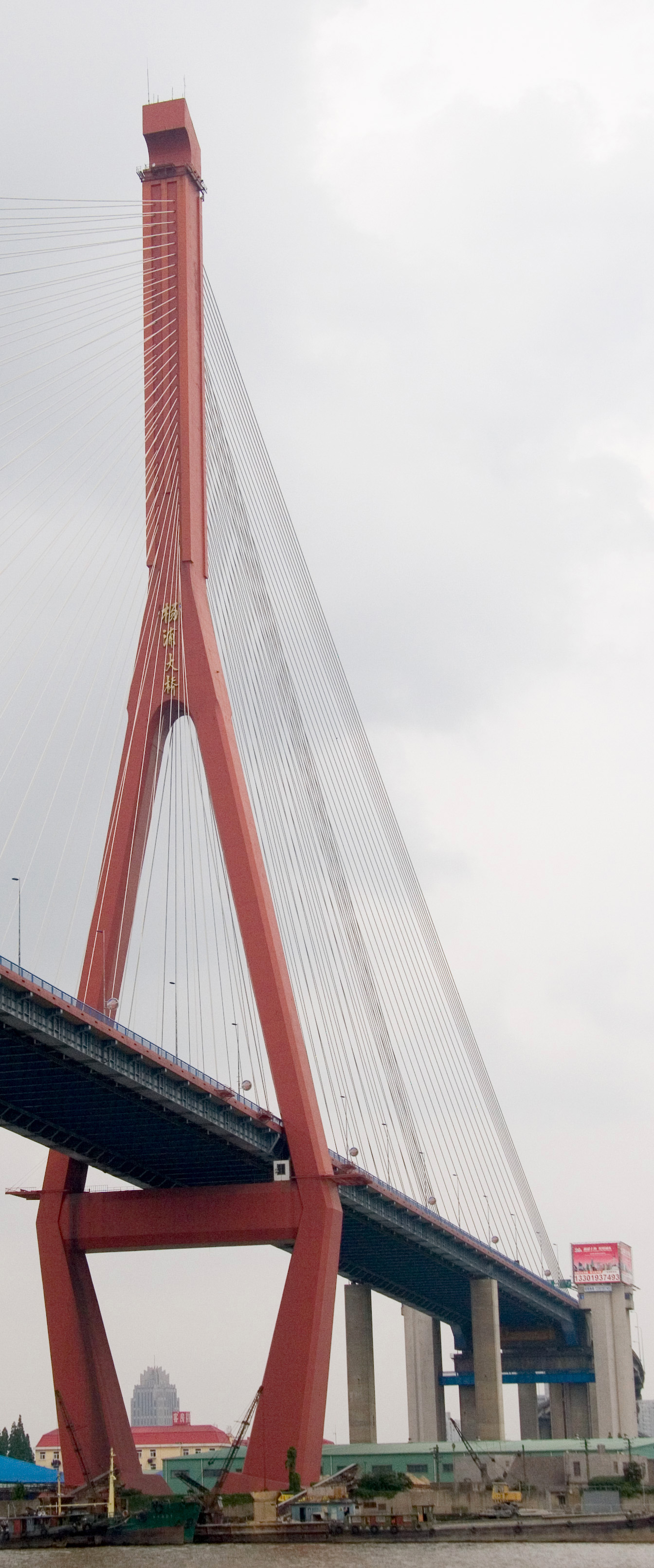
Oostelijke piloon van de Yangpubrug
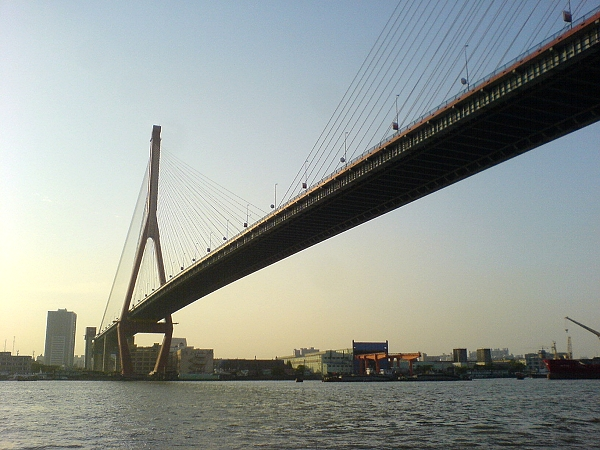
Zicht van onder de brug